# Gennarino (console 328)
Flavio Gennarino (latino: Flavius Ianuarinus o Ianuarius; fl. 328) è stato un politico romano di età imperiale.
Fu console prior con Vettio Iusto nel 328.
Va probabilmente identificato con lo Ianuarinus che fu vicario in Mesia nel 319 e poi nel 320 a Roma.